# Джовани Алберто Анели
Джовани Алберто Анели (на италиански: Giovanni Alberto Agnelli), познат като Джованино Анели (Giovannino Agnelli), е италиански предприемач и мениджър.

## Биография
Принадлежащ към една от най-важните фамилии в Италия – Анели, той е син на Умберто Анели (1934 – 2004), предприемач и спортен мениджър, и на първата му съпруга Антонела Беки Пиаджо (1938 – 1999), наследница на едноименната компания за мотоциклети, по-късно придобита от Анели. Има двама братя-близнаци: Алберто и Енрико, родени през юли 1962 г., но живели едва няколко дни. Има и един природен брат – Андреа Анели (1975) и две природени сестри – Анна Анели (1977) и Киара Висконти ди Модроне. 
През 1969 г. учи в начално училище в Колеж „Сан Джузепе“ в Торино, където са учили всички Анели. Родителите му се развеждат през 1974 г. и той отива при майка си в Атланта, Джорджия, където притежава ферма за развъждане на кучета. Родителите му се женят повторно същата година: Умберто за принцеса Алегра Карачоло, братовчедка на Марела (съпруга на Джани Анели), а Антонела за херцог Уберто Висконти ди Модроне (също роднина на Марела и Алегра Карачоло).
В Съединените щати учи в училище „Маккали“ в Чатануга, Тенеси, след което се записва в Университет „Браун“ в Провидънс, Роуд Айлънд, за да учи международни отношения, завършвайки с дисертация за Близкия изток.
През 1982 г. се завръща в Италия, започвайки работа във Фиат, по-точно в Комау в Груляско, под фалшивото име „Джованино Роси“: псевдонимът „Джованино“ остава свързан с него завинаги, особено в Торино, където той е идентифициран и разпознаван от различни съименници в семейството. Той също така е наречен „Дофинът на семейство Анели“ – титла, която се отнася до обичая на кралете на Франция да наричат първородния от кралското семейство и престолонаследник „Дофин“, именно за да подчертае факта, че Джованино е бил публично признат за наследник на семейния бизнес от Джани Анели. След университета започва военната си служба като карабинер - парашутист. На 21 април 1986 г. се присъединява към батальона „Тускания“ на карабинерите; остава военен и не може да вземе курс за запасни офицери, защото Италианската държава не признава американската му квалификация. Същата година с името „Карабинер Джовани“ се появява в рекламната кампания на карабинерите, целяща повторното лансиране на Тускания.
Определен от чичо му Джани да го наследи начело на Фиат, на 25 февруари 1993 г. той е назначен за президент на дъщерното дружество Пиаджо, след което на 15 ноември той влиза в борда на директорите на компанията майка. В Пиаджо съживява богатството на мотоциклетната марка и, наред с други неща, силно подкрепя създаването на музей на компанията в бившите фабрики. Музеят, кръстен на него, отваря врати четири години след смъртта му. В тази компанията той въвежда няколко иновации и се фокусира върху нова инвестиционна политика в нови технологии и обучение. Отговаря за лабораторията на школата „Сант'Анна“ и първия подход към бизнес инкубационна дейност.
В началото на 90-те той също е активен във винопроизводството: на него се дължи повторното превръщане на Сира (Syrah) в превъзходна лоза.
През 1997 г. свиква пресконференция, по време на която заявява, че има рак и се бори да го победи, успокоявайки журналистите и заявявайки, че ще може да се възстанови до лятото. 33-годишният мъж обаче умира на 13 декември 1997 г. от рядка форма на рак на червата (лейомиосаркома), въпреки лечението в специализирани центрове в Съединените щати.

## Бизнес политика
Анели винаги се е интересувал от политика и е бил изключителен събеседник на много политици, включително Валтер Велтрони, благодарение на иновативните си идеи и вниманието си към етиката и благосъстоянието на хората. Той е запомнен като просветен предприемач и ангажиран с обществения живот, убеден, че правенето на бизнес не означава само създаване на печалба, но и подобряване на живота на общността. Той често се изказва по финансови въпроси, като разликата между нетните и брутните заплати и италианското данъчно законодателство. В своята предприемаческа дейност е сред първите, които оставят широко пространство на ценностите на компанията, защитават ги и ги поставят на първо място, изпреварвайки времето и проектирайки семейния бизнес към социално устойчиво развитие. Той е един от първите предприемачи, които подкрепят идеята, че една компания, за да продължи да расте, трябва да насърчава развитието на контекста, в който се намира, следователно на територията и местната общност, с поредица от целеви инвестиции и връзки с околните райони. Един от епизодите, с които той е запомнен, е, че веднага щом пристига в Пиаджо, той изготвя манифест на ценностите на компанията, в който една от първите точки е:
| „ | Нашата компания има социалната отговорност сред основните си отправни точки. В този контекст тя счита въпросите за безопасността и въздействието върху околната среда на продуктите и производствените процеси за приоритетни. | “ |

## Личен живот
На 16 ноември 1996 г. се жени за англо-американката Франсис Ейвъри Хоу (1965)  – архитектка, която среща, когато и двамата следват в Университет „Браун“. От нея има една дъщеря – Вирджиния Азия, родена на 16 септември 1997 г., три месеца преди смъртта му.